# الکساندر برکمن
الکساندر برکمن (انگلیسی: Alexander Berkman; زاده ۲۱ نوامبر ۱۸۷۰ – درگذشته ۲۸ ژوئن ۱۹۳۶) آنارشیست، نویسنده، و پدیدآور اهل روسیه و از پیشروان جنبش آنارشیسم در اوایل قرن بیستم بود.
وی در ۲۱ نوامبر ۱۸۷۰ در ویلنیوس (پایتخت لیتوانی فعلی) که جزئی از امپراتوری روسیه آن زمان بود، در یک خانواده مرفه یهودی به دنیا آمد. بعدتر خانواده به سن پترزبورگ مهاجرت کردند و برکمن تحصیلات خود را در آنجا پی گرفت و از رادیکالیسم فزاینده ای که در میان کارگران روس گسترش می‌یافت متأثر شد. از دیگر سو وی با ایده‌های رادیکال آن روزگار از جمله پوپولیسم و نیهیلیسم آشنا شد و در این میان دایی اش به دلیل فعالیت‌های انقلابی اعدام شد. با مهاجرت برادرش در ۱۸۸۸ به آلمان وی نیز فرصت را غنیمت شمرد تا از آلمان راهی نیویورک شود. هر چند نمی‌توانست انگلیسی صحبت کند اما به زودی بدل به یک آنارشیست شد و با گروه‌هایی پیوند یافت که در راستای آزادی افراد محکوم در حادثهٔ بمب‌گذاری هی مارکت مبارزه می‌کردند.
در ۱۸۸۹ برکمن با نویسنده و آنارشیست معروف روس، اما گلدمن آشنا شد؛ این آشنایی طی چند دهه ادامه یافت. برکمن سپس با یک گروه آنارشیستی با نام «اتونومیستها» آشنا شد که بر آزادی فردی تأکید داشتند و با تأسیس سازمانهای آنارشیستی مخالفت می‌کردند.
در ۱۸۹۲ برکمن همراه با گلدمن و فعال دیگری با نام آرنوستام راهی ورچستر در ماساچوست شدند. در ژوئن همان سال کارگران کارخانه فولاد کارنگی-که تحت مدیریت فردی بدنام با نام هنری کلی فریک- بود دست از کار کشیدند و در درگیری‌های بعدی چندین تن از دو طرف کشته شدند. برکمن، گلدمن و آرنوستام تصمیم گرفتند تا در راستای اتحاد طبقه کارگر و مخالفت با سیستم سرمایه‌داری فریک را از میان بردارند. برکمن مسئولیت این عمل را بر عهده گرفت اما در نهایت نتوانست به هدف نهایی خود برسد و از سوی پلیس بازداشت شد. دادگاه وی را به ۲۱ سال زندان و یک سال کار اجباری در یک نوانخانه محکوم کرد. وی در زندان «خاطرات یک زندانی آنارشیست» را نوشت.
او در ۱۹۰۶ از زندان آزاد شدو از آنجا راهی دیترویت شد تا با گلدمن ملاقات کند. برکمن سردبیری نشریهٔ آنارشیستی گلدمن موسوم به «مادِر ارث: مادر زمین» را بر عهده گرفت. وی به تأسیس مرکز فرر در نیویورک کمک کرد و در آنجا به تدریس اصول آنارشیسم مشغول شد. در ۱۹۱۴ در پی اعتصاب کارگران معدن کلرادو که برای خانواده راکفلر کار می‌کردند، گارد ملی به تجمع آنان یورش برد و ۲۶ معدنچی را کشت. در طول این اعتصاب برکمن به سازماندهی اعتراضاتی در نیویورک در حمایت از معدنچیان برخاست. در ۱۹۱۵ راهی کالیفرنیا شد و در سان فرانسیسکو نشریه آنارشیستی «بلاست» را راه‌اندازی کرد. او طی جنگ جهانی اول در جبهه مخالفان جنگ قرار داشت و در ۱۹۱۷ بازداشت و به دوسال زندان محکوم شد. برکمن در دادگاه گفت:
چگونه به دنیا اعلام خواهید کرد در حالی که حامل آزادی و دموکراسی برای اروپا هستید در اینجا آزدی را به رسمیت نمی‌شناسید و در حالی که برای دموکراسی در آلمان مبارزه می‌کنید درست در اینجا و در نیویورک به سرکوب آن دست می‌زنید. شما که دارید آزدی بیان و آزادی را در این کشور سرکوب می‌کنید، همچنان مدعی آن هستید که چنان عاشق آزدی هستید که پنج هزار مایل دورتر برای آن مبارزه می‌کنید.
وی در آغاز از وقوع انقلاب بلشویکی سخت بر سر ذوق آمد و آن را «بهترین لحظه عمر خود» خواند. او و گلدمن در ۱۹۲۰ در روسیه به سفر پرداختند تا با گردآوری اشیا و داده‌ها یک موزه انقلابی راه‌اندازی کنند. اما آن دو طی این سفر با سرکوب، سوء مدیریت و فساد به جای برابری و توانمند سازی کارگران مواجه شدند. لنین در ملاقات با آن دو سرکوب آزادی مطبوعات را توجیه کرد و گفت: وقتی که دیگر خطری انقلاب را تهدید نکند، می‌توان آزادی بیان را تأمین کرد». در ۱۹۲۱ آن دو روسیه را ترک کردند و گلدمن راهی برلین شد جایی که شروع به نگارش پمفلت‌هایی با عناوینی چون «تراژدی روسیه» کرد. او در ۱۹۲۵ «افسانهٔ بلشویک» را منتشر کرد. وی در ۱۹۲۹ «اکنون و بعد از آن:الفبای آنارشیسم کمونیستی» را نوشت که بعدتر به «آنارشیسم چیست» یا همان الفبای آنارشیسم معروف شد؛ کتابی که به فارسی نیز برگردانده شده‌است. برکمن سالهای پایانی عمر خود را در نیس به عنوان سردبیر و مترجم گذراند و همچنان از جنبش آنارشیسم حمایت می‌کرد. در دهه سی وضع سلامت وی رو به وخامت گذاشت و او ناامید از درمان در ۲۸ ژوئن ۱۹۳۶ به زندگی خود پایان داد. گلدمن سازماندهی مراسم خاکسپاری وی را بر عهده گرفت. برکمن تنها چند هفته پیش از آغاز انقلاب اسپانیا درگذشت که از آن به عنوان یک انقلاب آنارشیستی-سندیکالیستی یاد می‌شود. در ژوئیه ۱۹۳۷ گلدمن نوشت: «اگر برکمن کمی بیشتر زنده می‌ماند وقوع این انقلاب وی را دوباره جوان می‌کرد و به وی نیرویی تازه می‌بخشید». در واقع وی که از نسل‌های جوان و گروه‌های آنارشیستی ناامید شده بود اگر سه هفته بیش‌تر زنده می‌ماند جنگ آنارشیست‌های اسپانیایی علیه فرانکو را می‌دید.

## آثار
کتابهایی که از برکمن به یادگار مانده به قرار ذیل است:
· خاطرات یک زندانی آنارشیست
· نفی بلد: معنا و مخاطرهٔ آن؛ پیام به مردم آمریکا (در همکاری با اما گلدمن)
· افسانهٔ بلشویک
· اکنون و بعد از آن: الفبای آنارشیسم کمونیستی (در فارسی با نام «الفبای آنارشیسم» ترجمه شده‌است)
او پس از سال‌ها مبارزه و سلسله سخنرانی‌هایی که در رابطه با احقای حقوق مردم، به خصوص کارگران داشت سرانجام در ۲۸ ژوئن ۱۹۳۶ پس از چند عمل جراحی در خصوص بیماری‌اش، در تبعید با تپانچه به خود شلیک کرد.